# Grand Prix van Groot-Brittannië 1949
De Grand Prix van Groot-Brittannië 1949 was een autorace die werd gehouden op 14 mei 1949 op Silverstone.

## Uitslag
| Positie | Nummer | Rijder                                     | Team               | Ronden | Tijd/Opgave | Startplaats |
| ------- | ------ | ------------------------------------------ | ------------------ | ------ | ----------- | ----------- |
| 1       | 2      | Toulo de Graffenried                       | Maserati           | 100    | 3:52:50.2   | 4           |
| 2       | 7      | Bob Gerard                                 | ERA                | 100    | + 1:05.2    | 5           |
| 3       | 16     | Louis Rosier                               | Talbot-Lago-Talbot | 99     | + 1 Ronde   | 20          |
| 4       | 8      | David Hampshire Billy Cotton               | ERA                | 99     | + 1 Ronde   | 10          |
| 5       | 24     | Philippe Étancelin                         | Talbot-Lago-Talbot | 97     | + 3 Rondes  | 8           |
| 6       | 11     | Fred Ashmore                               | Maserati           | 97     | + 3 Rondes  | 11          |
| 7       | 18     | George Abecassis                           | Alta               | 96     | + 4 Rondes  | 12          |
| 8       | 21     | Peter Whitehead Dudley Folland             | Ferrari            | 95     | + 5 Rondes  | 14          |
| 9       | 6      | Geoffrey Ansell Brian Shawe-Taylor         | ERA                | 94     | + 6 Rondes  | 13          |
| 10      | 19     | Johnny Claes                               | Talbot-Lago-Talbot | 92     | + 8 Rondes  | 18          |
| 11      | 22     | Philip Fotheringham-Parker Duncan Hamilton | Maserati           | 92     | + 8 Rondes  | 22          |
| NF      | 4      | Raymond Mays Ken Richardson                | Ferrari            | 82     | Ongeluk     | 19          |
| NF      | 10     | Reg Parnell                                | Maserati           | 69     | Transmissie | 6           |
| NF      | 25     | Roy Salvadori                              | Maserati           | 65     | Ventiel     | 23          |
| NF      | 9      | David Murray                               | Maserati           | 64     | Motor       | 25          |
| NF      | 27     | John Bolster                               | ERA                | 53     | Ongeluk     | 16          |
| NF      | 28     | Peter Walker                               | ERA                | 50     | Remmen      | 3           |
| NF      | 1      | Prince Bira                                | Maserati           | 47     | Botsing     | 2           |
| NF      | 15     | Louis Chiron                               | Talbot-Lago-Talbot | 41     | Motor       | 15          |
| NF      | 17     | Yves Giraud-Cabantous                      | Talbot-Lago-Talbot | 39     | Olielek     | 11          |
| NF      | 26     | Anthony Baring                             | Maserati           | 39     | Waterlek    | 16          |
| NF      | 12     | Luigi Villoresi                            | Maserati           | 36     | Motor       | 1           |
| NF      | ?      | Cuth Harrison                              | ERA                | 25     | Ongeluk     | 9           |
| NF      | 19     | George Nixon                               | ERA                | 16     | Compressor  | 24          |
| NF      | 3      | Tony Rolt                                  | Alfa Romeo         | 15     | Achteras    | 7           |
| NS      | 5      | Bob Ansell                                 | Maserati           | 0      | Motor       |             |

1926 · 1927 · 1948 · 1949 · 1950 · 1951 · 1952 · 1953 · 1954 · 1955 · 1956 · 1957 · 1958 · 1959 · 1960 · 1961 · 1962 · 1963 · 1964 · 1965 · 1966 · 1967 · 1968 · 1969 · 1970 · 1971 · 1972 · 1973 · 1974 · 1975 · 1976 · 1977 · 1978 · 1979 · 1980 · 1981 · 1982 · 1983 · 1984 · 1985 · 1986 · 1987 · 1988 · 1989 · 1990 · 1991 · 1992 · 1993 · 1994 · 1995 · 1996 · 1997 · 1998 · 1999 · 2000 · 2001 · 2002 · 2003 · 2004 · 2005 · 2006 · 2007 · 2008 · 2009 · 2010 · 2011 · 2012 · 2013 · 2014 · 2015 · 2016 · 2017 · 2018 · 2019 · 2020 · 2021 · 2022 · 2023 · 2024 · 2025 · 2026 · 2027 · 2028 · 2029 · 2030 · 2031 · 2032 · 2033 · 2034